# Bardqol
Bardqol (persiska: بردقل) är en ort i Iran.   Den ligger i provinsen Västazarbaijan, i den nordvästra delen av landet, 600 km väster om huvudstaden Teheran. Bardqol ligger 1 509 meter över havet och antalet invånare är 244.
Terrängen runt Bardqol är huvudsakligen kuperad, men söderut är den platt.Runt Bardqol är det ganska glesbefolkat, med 48 invånare per kvadratkilometer. Närmaste större samhälle är Piranshahr, 8,3 km sydväst om Bardqol. Trakten runt Bardqol består till största delen av jordbruksmark.